# Rivière Kepimits
La rivière Kepimits est un affluent de la rivière Atikonak. La rivière, d'une longueur de 24 km, est située au centre-est de la péninsule du Québec-Labrador.
La rivière appartient au réseau hydrographique du fleuve Churchill qui rejoint l'océan Atlantique via le lac Melville.

## Description
La rivière Kepimits draine le vaste lac Joseph à son extrémité sud-est (52° 39′ 37″ N, 64° 57′ 32″ O). La rivière est abondante, seul émissaire du lac alimenté par de nombreux affluents.
Elle coule sur 6 km vers le lac Kepimits situé à l'est. Le lac Kepimits est relativement étroit mais très allongé, s'étirant sur plus de 16 km en deux sections nord-sud en amont et nord-ouest-sud-est en aval. On lui adjoint un autre lac relié par un étroit goulet au nord, et composé d'une vaste partie arrondie au nord (52° 47′ 33″ N, 65° 00′ 02″ O) reliée à plusieurs parties étroites et allongées vers le sud parallèlement au principal lac Kepimits.
La rivière Kepimits draine le lac Kepimits à son extrémité sud par deux rapides autour d'une île. Elle coule ensuite principalement au sud-est sur 13 km, avec de larges portions calmes entrecoupées de petits rapides avec quelques îles.
À 1,5 km en amont de l'embouchure, la rivière Kepimits fait un coude vers l'est et est renforcée par un affluent important non nommé venant du sud (52° 35′ 22″ N, 64° 45′ 06″ O) drainant deux grands lacs et plusieurs petits lacs non nommés et prenant sa source loin au sud (52° 10′ 21″ N, 64° 49′ 13″ O).
La rivière Kepimits coule alors à travers un chenal rectiligne de 1,3 km de long pour rejoindre le vaste lac Aticonac (ou Atikonak) au sud-est dont elle atteint l'extrémité occidentale derrière la plus vaste île du lac (52° 36′ 27″ N, 64° 43′ 21″ O).
La rivière Atikonak rejoint le lac Aticonac à 20 km au sud-est, sur la même rive du lac (52° 30′ 55″ N, 64° 27′ 58″ O).

## Hydrologie
La rivière Kepimits draine une superficie de 7 700 km². Le débit moyen de la rivière à 3 km en aval du lac Kepimits (52° 39′ 12″ N, 64° 50′ 45″ O) est de 150 m3/s. Les débits mensuels les plus élevés se produisent généralement pendant la fonte des neiges en juin, avec une moyenne de 500 m3/s.
La rivière Kepimits est plus abondante et son bassin versant plus étendu que la rivière Atikonak à environ 32 km en amont du lac Aticonac (52° 17′ 09″ N, 64° 19′ 37″ O). Le débit moyen de la rivière Atikonak y est d'environ 100 m3/s et le débit pendant la fonte des neiges en juin de 350 m3/s pour un bassin versant de 3 680 km².
Cette différence s'explique principalement par l'importance du lac Joseph en amont qui est alimenté par de nombreux affluents couvrant un large bassin, dont la rivière Kepimits est le seul émissaire. La rivière Kepimits draine à elle seule près de la moitié du bassin total de la rivière Atikonak d'une superficie de 15 450 km².
La rivière Kepimits peut être considérée comme la branche mère de la rivière Atikonak en amont au lac Aticonac, la rivière à l'Eau Claire étant l'affluent le plus important du lac Joseph.

## Histoire
Le secteur, parcouru par les Innus depuis des milliers d'années, était connu des colons de la Nouvelle-France au début du XVIIIe siècle.
Au XIXe siècle, la région des lacs Brûlé et Aticonac apparaît comme particulièrement importante pour la chasse au caribou des bois et permet de joindre d'autres bassins hydrographiques. Des sites archéologiques ont été découverts dans le secteur lors de recherches réalisées au tournant des années 1990 par le Conseil de la Nation Atikamekw et le Conseil tribal Mamuitun.
Le secteur a appartenu au Québec avant d'être attribué au Labrador terre-neuvien en 1927, lorsque le Conseil privé de Londres trancha le débat sur la frontière Québec-Labrador en situant la fin de la côte du Labrador à la limite du bassin versant se déversant dans la mer du Labrador.

## Géologie
Le bassin de la rivière Atikonak se situe au cœur du bouclier canadien marqué par une imperméabilité des sols.
La massif Romaine-Fleur-de-May est un ensemble de dômes granitiques de 500 à 800 mètres d'altitude. Trois d'entre eux sont situés autour du lac Fleur-de-May entre la rivière Moisie et la rivière Romaine alors que deux autres s'insèrent entre le lac Aticonac et le fleuve Churchill. Leur couverture de dépôts est presque nulle et se limite à quelques dépôts grossiers en bordure des lacs.

## Faune et flore
La rivière Atikonak et le lac Aticonac abritent des populations très saines de ouananiches, d'ombles de fontaine, de touladis, de grands brochets et de corégones.
Le secteur est principalement entouré de forêts d'épinettes noires.

## Occupation humaine
La rivière Kepimits est située dans une région très isolée qui ne compte aucun habitant permanent. La région n'est accessible qu'en hydravion.
La rivière est traversée à environ 3 km en aval du lac Kepimits par les trois lignes à haute tension de 735 kilovolts reliant la centrale de Churchill Falls au Québec.